# Bielinkowate

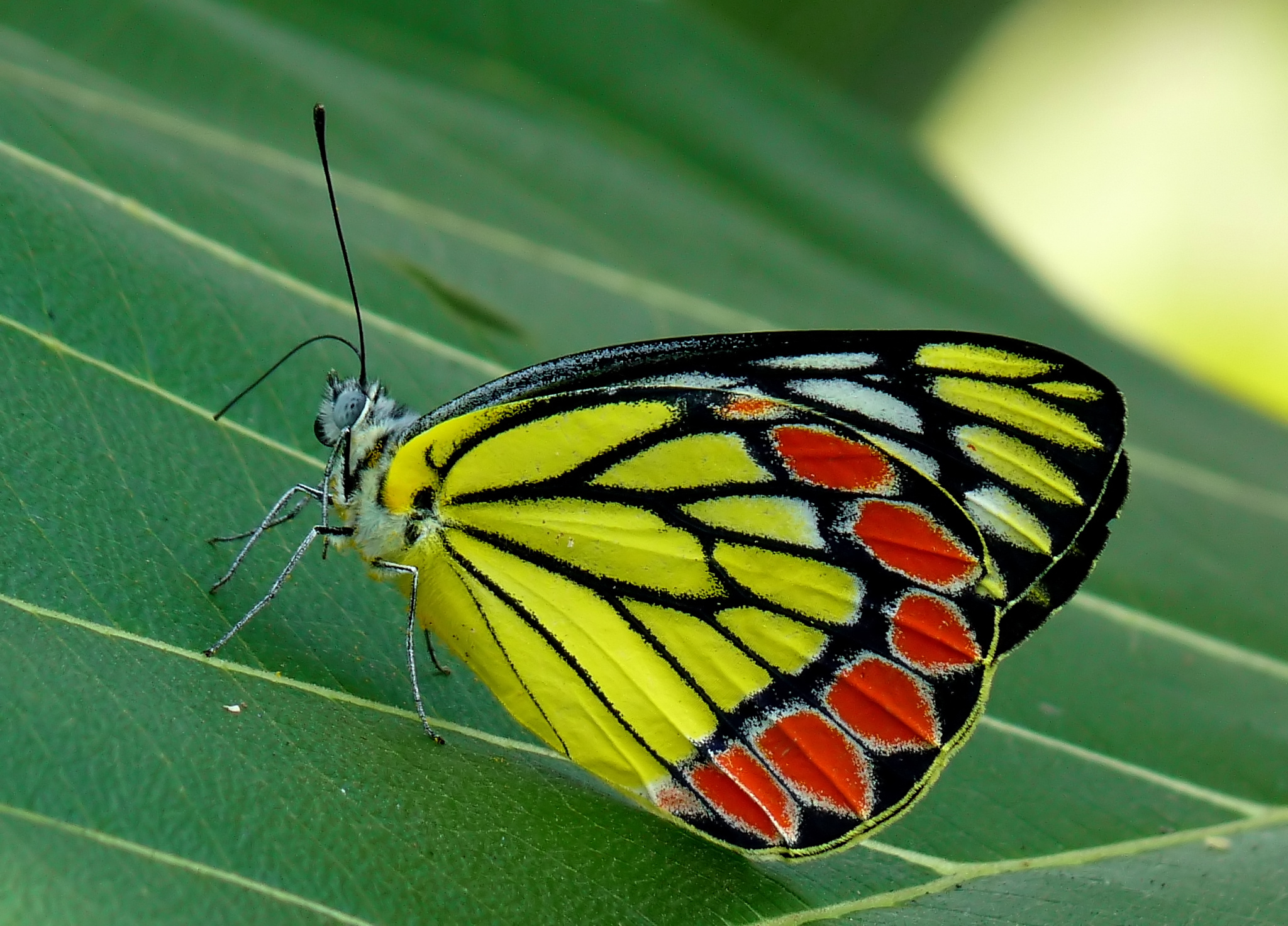
Delias eucharis

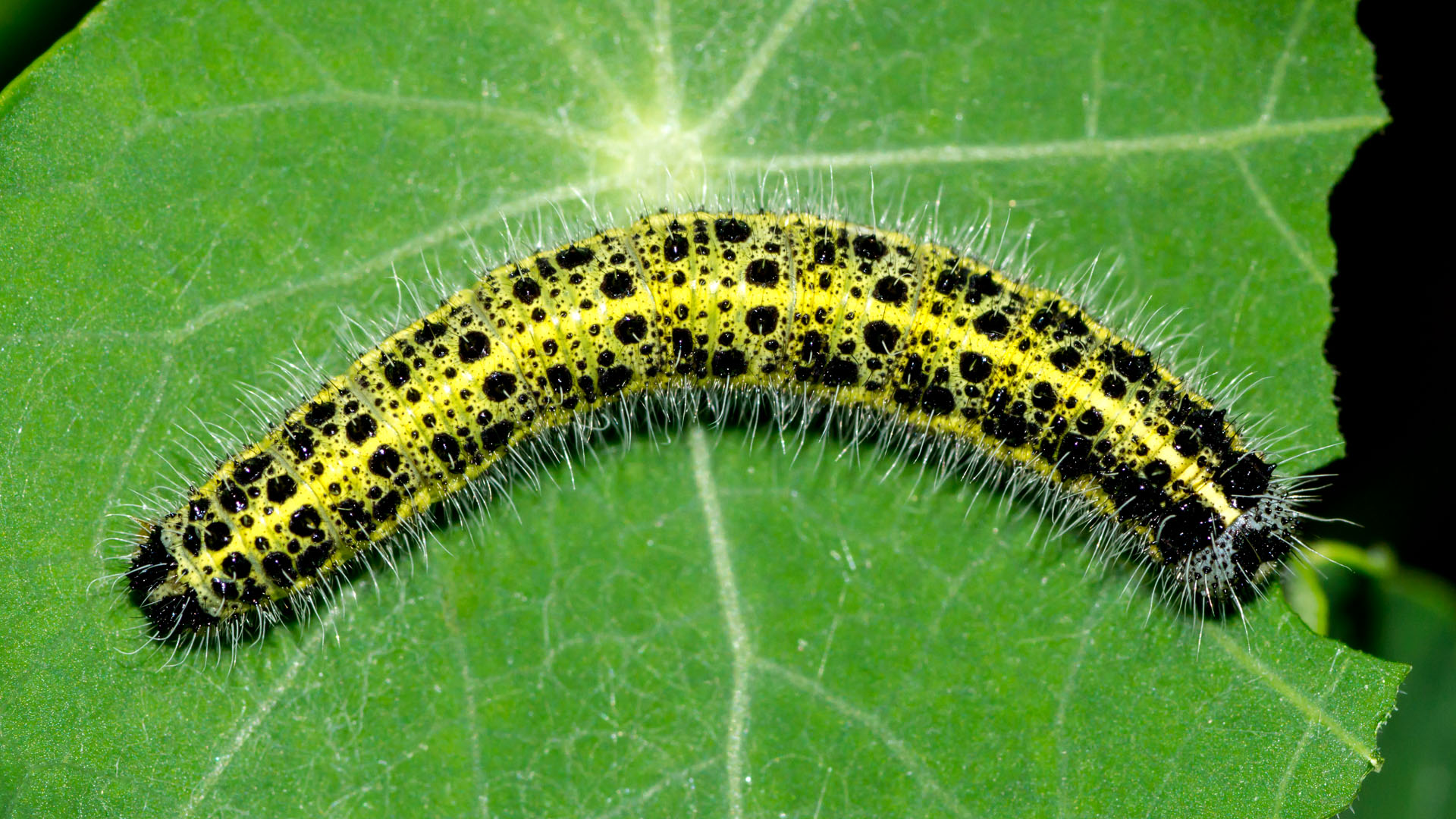
Gąsienica bielinka kapustnika

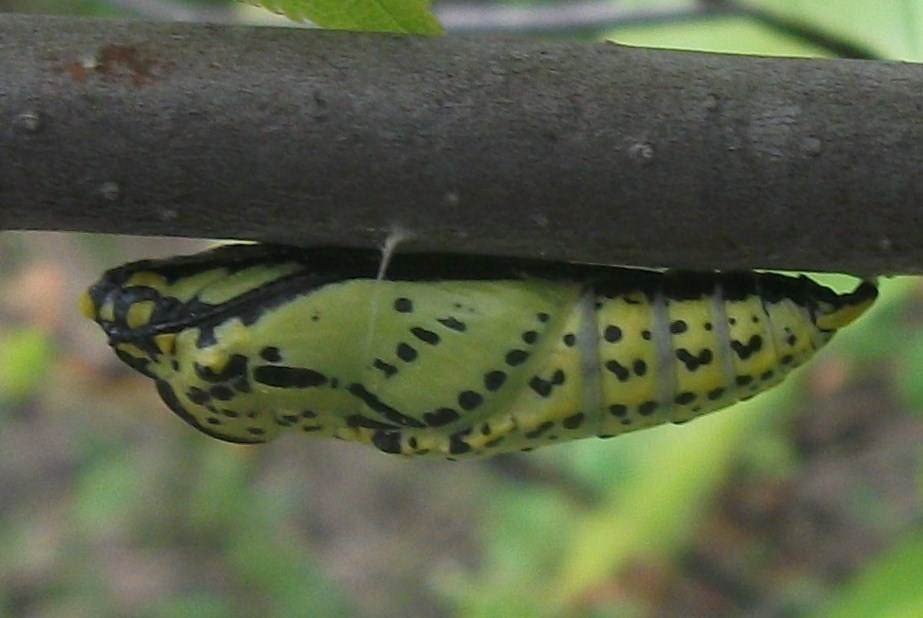
Poczwarka niestrzępa głogowca

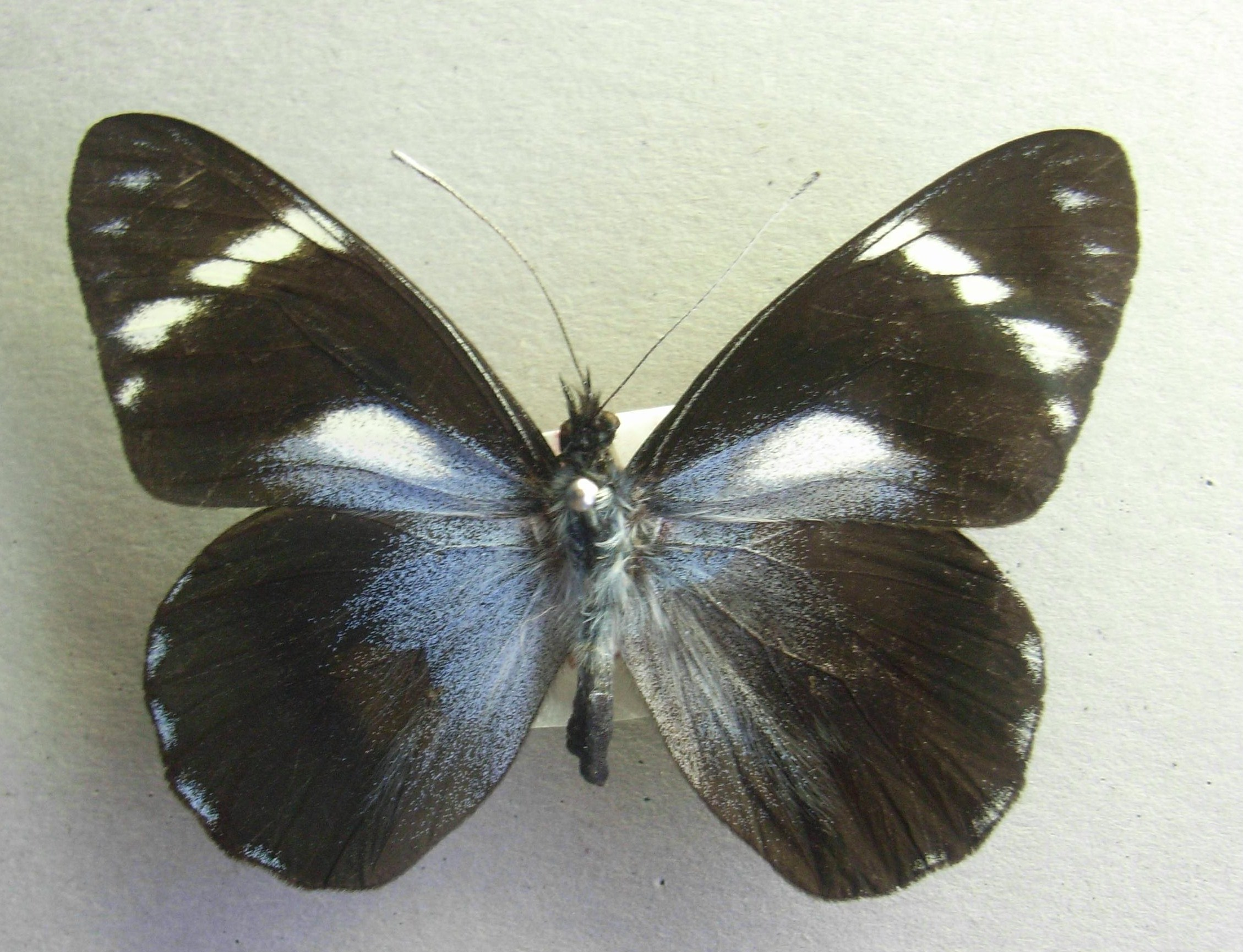
Pereute telthusa

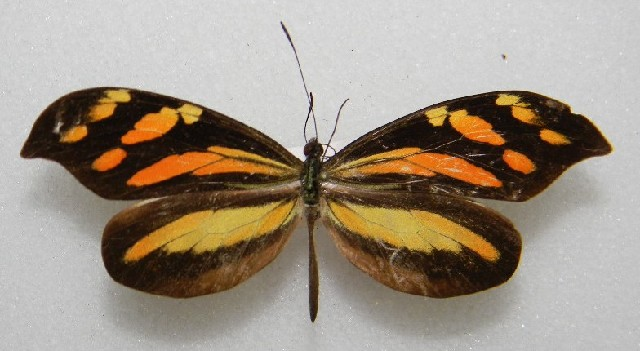
Dismorphia spio

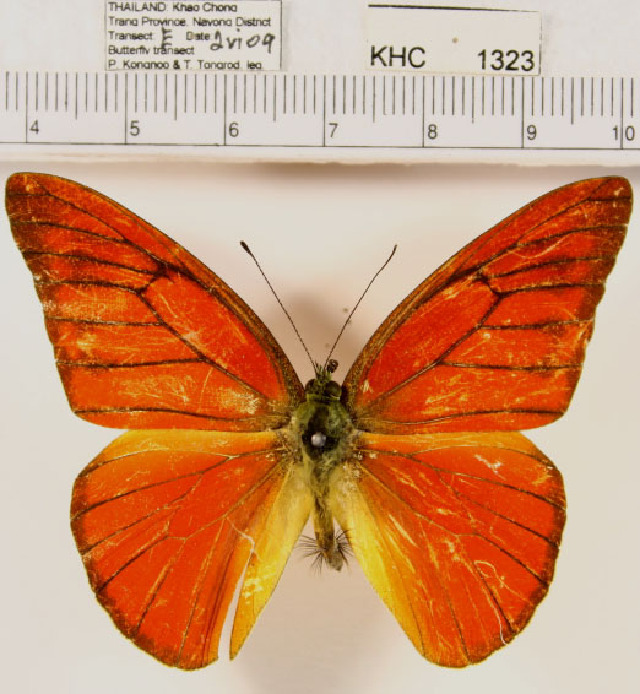
Appias nero

Bielinkowate, bielinki (Pieridae) – rodzina motyli z podrzędu Glossata i nadrodziny Papillonoidea. Liczy około 1100 opisanych gatunków. Kosmopolityczna. Jej przedstawiciele mają przednie skrzydła trójkątne, zaś tylne zaokrąglone i pozbawione ogonków. U gatunków palearktycznych barwa skrzydeł jest główne biała, żółta lub pomarańczowa.

## Opis
Motyle te mają czułki długości od ⅓ do ½ krawędzi przedniego skrzydła, zakończone buławką lub stopniowo grubiejące. Na głowie obecne nagie oczy i owłosione, małe przyoczka. Przedplecze ma niezlane ze sobą pośrodku płytki boczne. Przednie skrzydła mają obrys trójkąta prosto- lub rozwartokątnego, zaś tylne są zaokrąglone i pozbawione ogonka. Liczba żyłek radialnych jest na przednich skrzydłach zredukowana do 4 lub do 3. Tylne skrzydła mają dwie żyłki aksylarne, przednie zaś – jedną, opatrzoną ząbkiem na zewnętrznej krawędzi skrzydła. Ubarwienie skrzydeł u gatunków palearktycznych jest głównie białe, żółte lub pomarańczowe, natomiast u tropikalnych bardziej różnorodne. Za pigmentację łusek skrzydłowych odpowiada pteryna, co jest cechą synapomorficzną rodziny. W ubarwieniu skrzydeł często wyraźny jest dymorfizm płciowy, natomiast sezonowy jest słabiej zaznaczony. Synapomorfię stanowią również rozdwojone pazurki przednich odnóży.
Gąsienice o walcowatych, zwykle zwężonych na obu końcach, skąpo i krótko owłosionych ciałach. U wielu gatunków są trujące dla ptaków. U nich oraz u poczwarek dominującą barwą jest zwykle zieleń.

## Biologia i znaczenie
W Polsce wydają 1–2 pokolenia rocznie, w strefach cieplejszych nawet 7.
Niektóre gatunki notowane są jako szkodniki. W Polsce są to głównie: bielinek kapustnik, bielinek rzepnik i niestrzęp głogowiec. Dwa pierwsze żerują na kapustowatych, zaś niestrzęp jest szkodnikiem drzew owocowych.

## Rozprzestrzenienie
Rodzina kosmopolityczna. Największą różnorodność osiąga w krainie neotropikalnej, gdzie występuje 46 taksonów rangi rodzajowej (rodzajów i podrodzajów), z których 32 to endemity. Krainę orientalną zamieszkuje 28 taksonów rangi rodzajowej, w tym 8 endemicznych. W Nearktyce te ich liczba wynosi 23, w tym 2 endemiczne, w krainie afrotropikalnej 19, w tym 8 endemicznych, w Palearktyce 18, w tym 3 endemiczne, a w krainie australijskiej 13, w tym 2 endemiczne. W Europie występuje około 30 gatunków, z czego 17 wykazano z Polski (zobacz: bielinkowate Polski).

## Taksonomia i ewolucja
Bielinkowate to rodzina o dobrze wspartym monofiletyzmie, obejmująca około 1100 opisanych gatunków, zaliczanych do 83 rodzajów. Należą do nadrodziny Papillonoidea, ale ich pozycja jest niepewna – wg starszych analiz stanowią grupę siostrzaną paziowatych, wg nowszych zajmują pozycję siostrzaną względem kladu obejmującego rusałkowate, wielenowate i modraszkowate.
Do 2006 wewnętrzna systematyka bielinkowatych bazowała głównie na intuicji. W tymże roku opublikowana została przez Brabyego i innych pierwsza analiza filogenetyczna grupy. Potwierdziła ona monofiletyzm tradycyjnie wyróżnianych podrodzin, natomiast zmodyfikowała systematykę podrodziny Pierinae. Na podstawie jej wyników zaproponowano następującą klasyfikację:
- podrodzina: Pseudopontiinae
- podrodzina: Dismorphiinae
- podrodzina: Coliadinae
- podrodzina: Pierinae
  - klad: Colotis group – rodzaje: Colotis, Eronia, Gideona, Hebomoia, Ixias, Nepheronia, Pareronia, Pinacopteryx
  - plemię: Anthocharidini
  - rodzaj: Leptosia
  - plemię: Pierini
    - podplemię: Appiadina
    - podplemię: Pierina
    - podplemię: Aporiina
- incertae sedis – rodzaje: Elodina, Dixeia, Belenois

Pojawienie się bielinków szacuje się na okres między 112 a 82 milionami lat temu, przy czym najprawdopodobniej miało to miejsce w cenomanie lub turonie (kreda późna). Wiek rozejścia się linii ewolucyjnych podplemion Pierina i Aporiina oszacowano na około 60 milionów lat temu (paleocen).